# Архидам IV
Архидам IV (др.-греч. Ἀρχίδᾱμος Δ΄; IV—III века до н. э.) — царь Спарты из династии Еврипонтидов.
Упоминания Архидама IV в античных источниках связаны с вторжением в Спарту войска Деметрия Полиоркета. Спартанцы, которыми командовал Архидам IV, проиграли в двух сражениях, одно из которых произошло у стен их столицы. В Спарте проигравший военачальник навлекал на себя позор. Возможно, в связи с этим Архидам IV, хоть и сохранил формальный статус царя, утратил политическое влияние.

## Биография
Архидам родился в семье спартанского царя из династии Еврипонтидов Эвдамида I и Архидамии. Сестрой Архидама была Агесистрата, а братом, возможно, Агесилай.
Э. Бикерман датировал начало царствования Архидама IV периодом около 305 года до н. э. Однако другие историки отмечают, что упоминания Архидама IV в античных источниках связаны исключительно с военным походом Деметрия Полиоркета в Спарту, который состоялся по одной версии весной или летом 295 года до н. э., по другой — в 294 году до н. э. По мнению Е. Маккуин, смерть Эвдамида I и, соответственно, воцарение Архидама IV следует датировать периодом между 302/301 и 295 годами до н. э.; авторов «Британники» — точные даты царствования Архидама IV неизвестны.
После окончания осады Афин весной 295 года до н. э. Деметрий Полиоркет совершил завоевательный поход в Лаконию. Древнегреческий историк Павсаний назвал его «третьей неожиданной бедой» в истории Спарты. Плутарх упоминает поражение Архидама IV в битве при Мантинее, после которого войско Деметрия направилось к столице. Полиэн приводит стратегему, которая, возможно, относится к битве при Мантинее. Когда спартанцы заняли позиции у подножия горы Лиркей, Деметрий отметил благоприятное направление ветра и поджёг лес. Сильные дым и пламя заставили спартанцев отступить, после чего на них напали воины Деметрия. Второе сражение между Деметрием и спартанцами произошло уже непосредственно рядом со Спартой. Согласно Плутарху, спартанцы потеряли убитыми двести и пленными пятьсот воинов. В ходе последовавшей осады город был близок к капитуляции, однако, новости о захвате Кипра Птолемеем, Киликии и Финикии — Селевком, Эфеса — Лисимахом, а также династическом споре между потомками Кассандра в Македонии заставили Деметрия спешно увести войско, которое было необходимым на других театрах военных действий. Спартанцы, которые были близки к полному поражению, стали преследовать уходящего врага. Для того, чтобы избежать преследования, Деметрий приказал собрать и поджечь повозки на узкой дороге, тем самым задержав спартанцев.
После событий 295/294 года до н. э. сведения об Архидаме IV в античных источниках отсутствуют. В историографии существует несколько противоречивых версий относительно дальнейшей судьбы Архидама IV. Возможно, он погиб во время войны с Деметрием. По мнению Е. Маккуин, эта версия не соответствует действительности, так как смерть царя во время битвы обязательно бы нашла отображение в античных источниках. Более того, правление сына Архидама IV Эвдамида II завершилось в 244 году до н. э. Если предположить, что Архидам IV погиб во время сражения с войсками Деметрия, то царствование Эвдамида II должно было бы длиться около пятидесяти лет, что маловероятно. Мнение о смерти Архидама IV около 275 года до н. э. не основано на каких-либо свидетельствах. Оно является отображением утверждения о том, что Архидам IV был спартанским царём в первой четверти III века до н. э. Также, существует мнение, что Архидам IV дожил до Хремонидовой войны 260-х годов до н. э.

## Оценки
Согласно образному выражению Ю. Н. Кузьмина, «Архидам IV является одним из самых малоизвестных спартанских царей, который „прославился“, кажется, только тем, что в 294 г. до н. э. он был разгромлен Деметрием Полиоркетом». Отсутствие каких-либо упоминаний Архидама IV в контексте событий после вторжения Деметрия Полиоркета, по мнению Е. Маккуин, связано с особенностями спартанского общества. Проигравший военачальник навлекал на себя позор. На фоне двойного поражения Деметрию Полиоркету политическое влияние Архидама IV и царского рода Еврипонтидов значительно ослабело. Возможно, именно с этим было связано усиление власти царского рода Агиадов в Спарте.
Несправедливость такого прижизненного забвения заключалась в том, что Архидам IV был вынужден возглавить войско в критический для Спарты момент против одного из наиболее опытных военачальников того времени. Причина по которой доверили командование войском человеку без опыта участия в сражениях достоверно неизвестна. Возможно, это было связано с тем, что второй спартанский царь из династии Агиадов Арей I также не имел военного опыта, а ещё один возможный претендент на роль военачальника Клеоним имел конфликт с эфорами.

### Исследования
- Бикерман Э. Хронология Древнего мира. Ближний Восток и Античность / Перевод с английского И. М. Стеблин-Каменского; ответственный редактор М. А. Дандамаев. — М.: Главная редакция восточной литературы издательства «Наука», 1975. — 15 000 экз.
- Дройзен И. Г. История эллинизма. — Ростов н/Д.: Феникс, 1995. — Т. 2. — 544 с. — ISBN 5-85880-079-3.
- Кузьмин Ю. Н. Кратер — брат царя Антигона: биография на фоне эпохи // Античный мир и археология. — 2006. — № 12. — С. 79—94. — ISSN 0320-961X.
- Печатнова Л. Г. Спартанские цари. — М.: Эксмо, 2007. — 352 с. — ISBN 978-5-699-20501-1.
- McQueen E. I. The Eurypontid House in Hellenistic Sparta :  [англ.] // Historia: Zeitschrift für Alte Geschichte. — Stuttgart : Franz Steiner Verlag, 1990. — Bd. 39, № 2. — С. 163—181. — ISSN 00182311. — JSTOR 4436145.
- Wheatley P., Dunn C. Demetrius the Besieger (англ.). — Oxford: Oxford University Press, 2020. — ISBN 978-0-19-883604-9.